# (1955) McMath
(1955) McMath (1963 SR) – planetoida z pasa głównego asteroid okrążająca Słońce w ciągu 4,83 lat w średniej odległości 2,85 j.a. Odkryta 22 września 1963 roku.